# 遅刻 (曲)
遅刻（ちこく）はRyuの6枚目のシングル。

## 概要
- 約2年4か月ぶりのシングルは松平健主演のエクセレントフィルムパートナーズ配給映画「クジラ極道の食卓」主題歌で、『学生生活』と『人生に遅れてきた男』という意味をかけ、人生を頑張る人に向けての応援歌になっている[1]。ヤスミンの岩瀬オサムにとっては生涯最後の楽曲制作曲となった。カップリングのラブラブは同映画の挿入歌。
- 特典DVDには表題曲のプロモーションビデオを収録した。

## 収録曲
1. 遅刻
  - 作詞・作曲：Ryu（訳詞：岩瀬オサム）　編曲：池田大介
2. ラブラブ
  - 作詞・作曲：Ryu　編曲：寺島良一